# Lynda Clark
Dr Lynda Clark, född 26 februari 1949 i Dundee, är en brittisk Labourpolitiker. Hon var parlamentsledamot för valkretsen Edinburgh Pentlands från valet 1997, då hon besegrade den dåvarande utrikesministern i John Majors regering Malcolm Rifkind. Hon lämnade underhuset 2005, men blev adlad 2006 och därmed medlem av överhuset. Hon var Advocate General för Skottland 1999-2006.